# Vincenza Viganò Mombelli
Vincenza Viganò Mombelli (o Vincenzina) (Nàpols, 1760 - 1814) fou una cantant i ballarina italiana, sobretot coneguda per ser l'autora del llibret que utilitzà Gioachino Rossini per compondre Demetrio e Polibio.

## Biografia

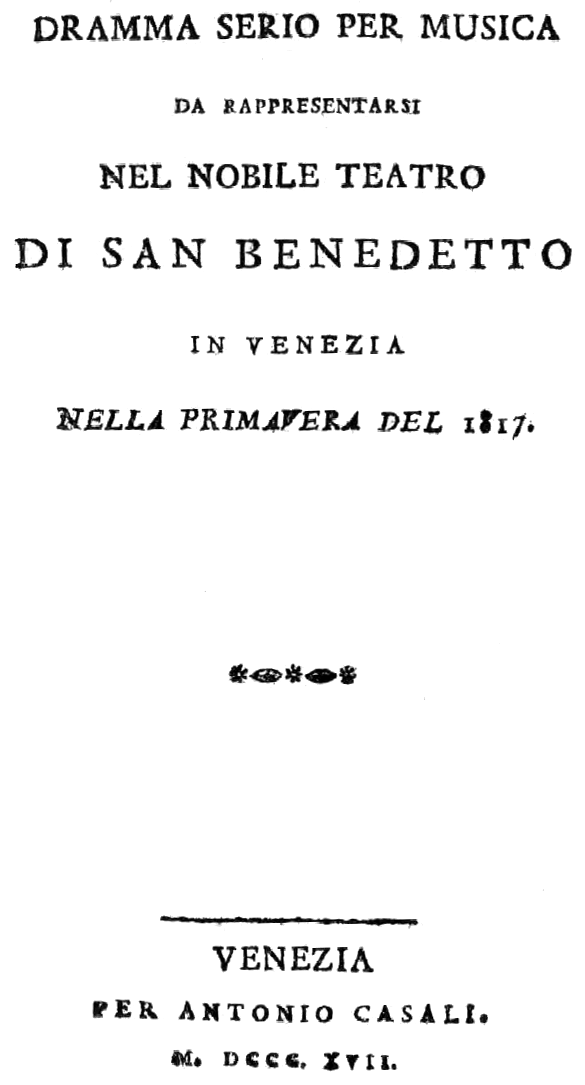
Llibret de Demetrio e Polibio, 1917

Vincenza, o Vincenzina, Viganò va néixer el 1760 a Nàpols en una família d'artistes. Tant el seu pare, Onorato Viganò (1739–1811), com el seu germà, Salvatore Viganò, eren ballarins i coreògrafs cèlebres. La seva mare, la ballarina Maria Ester Boccherini, era germana del compositor Luigi Boccherini. El 1791, ballant per a la companyia d'Onorato Viganò a Venècia, Vincenza va conèixer el tenor Domenico Mombelli, que feia poc que havia enviudat. Es van casar aquell any i van tenir dotze fills, tres dels quals es van convertir en destacats cantants d'òpera: Ester, nascuda el 1792, Anna, nascuda el 1795, i Alessandro, un tenor com el seu pare, nascut el 1796. Vincenza Viganò va continuar la seva carrera com a ballarina durant un temps després del seu matrimoni, actuant al Teatro San Benedetto de Venècia fins uns mesos abans del naixement del seu quart fill, el 1798.
Tot i que el 1805 la residència principal dels Mombelli era Bolonya, la família va viatjar del 1806 al 1811 entre Lisboa i diversos teatres italians amb la seva pròpia companyia d'òpera, que també incloïa les seves filles Ester i Anna i el baix Lodovico Olivieri.
A Bolonya Vincenza i Domenico van conèixer el jove Gioachino Rossini, que encara era estudiant a l'Accademia Filarmonica. Vincenza va escriure el llibret de Demetrio e Polibio, la primera òpera de Rossini. Es va estrenar en privat el 1809 i oficialment el 18 de maig de 1812 al Teatro Valle de Roma, amb tres dels quatre papers de cant confiats a Domenico i les seves filles Ester i Anna.
Vincenza Viganò Mombelli va morir el 1814. Està enterrada a la Certosa de Bolonya.